# Antonio Pierce
Antonio Durran Pierce (* 26. Oktober 1978 in Ontario, Kalifornien) ist ein ehemaliger US-amerikanischer American-Football-Spieler auf der Position des Linebackers. Er spielte für die Washington Redskins und New York Giants in der National Football League (NFL). Von November 2023 bis Januar 2025 war er Head Coach der Las Vegas Raiders.

## Karriere
Antonio Pierce begann an der Paramount High School in Paramount High-School-Football zu spielen. Anschließend spielte er zwei Jahre lang College Football am Mt. San Antonio College in Walnut, bevor er an die University of California wechselte.
Im Jahr 2001 wurde er von den Washington Redskins unter Vertrag genommen, obwohl er nach seinem Abschluss 2001 nicht im NFL Draft berücksichtigt wurde. Hier blieb er vier Saisons und wechselte am 3. März 2005 zu den New York Giants, wo er mit der Nummer 58 als Middle linebacker (MLB) und Captain der Defense spielte.
Am 3. Februar 2008 gewann Pierce mit den New York Giants den Super Bowl XLII.
Am 1. November 2023 wurde er von den Las Vegas Raiders als Head Coach für den zuvor entlassenen Josh McDaniels eingesetzt. Pierce war bis zu dem Zeitpunkt bereits seit über einem Jahr als Linebacker Coach im Staff der Raiders tätig. Am 7. Januar 2025 wurde er nach seiner ersten kompletten Saison mit einer Bilanz von 4 Siegen und 13 Niederlagen wieder entlassen.